# Online Film Critics Society Awards 2017
21. ročník předávání cen Online Film Critics Society Awards se konal dne 28. prosince 2017. Nominace byly oznámeny dne 17. prosince 2017.

## Vítězové a nominovaní

### Nejlepší film
Uteč
- Tvář vody (2. místo)
- Lady Bird
- Tři billboardy kousek za Ebbingem
- Dunkerk
- The Florida Project
- Dej mi své jméno
- Přízrak
- Matka!
- Nit z přízraků

### Nejlepší režisér
Christopher Nolan – Dunkerk
- Guillermo del Toro – Tvář vody (2.–3. místo)
- Jordan Peele – Uteč (2.–3. místo)
- Greta Gerwig – Lady Bird
- Paul Thomas Anderson – Nit z přízraků

### Nejlepší adaptovaný scénář
James Ivory – Dej mi své jméno
- Scott Neustadter a Michael H. Weber – The Disaster Artist (2. místo)
- Aaron Sorkin – Velká hra
- Sofia Coppola – Oklamaný
- James Gray – Ztracené město Z

### Nejlepší původní scénář
Jordan Peele – Uteč
- Martin McDonagh – Tři billboardy kousek za Ebbingem (2. místo)
- Guillermo del Toro a Vanessa Taylor – Tvář vody
- Greta Gerwig – Lady Bird
- Paul Thomas Anderson – Nit z přízraků

### Nejlepší herec v hlavní roli
Gary Oldman – Nejtemnější hodina
- Daniel Kaluuya – Uteč (2. místo)
- Timothée Chalamet – Dej mi své jméno
- James Franco – The Disaster Artist
- Robert Pattinson – Dobrý časy

### Nejlepší herečka v hlavní roli
Sally Hawkins – Tvář vody
- Frances McDormandová – Tři billboardy kousek za Ebbingem (2. místo)
- Cynthia Nixonová – A Quiet Passion
- Saoirse Ronan – Lady Bird
- Margot Robbie – Já, Tonya

### Nejlepší herec ve vedlejší roli
Sam Rockwell – Tři billboardy kousek za Ebbingem
- Richard Jenkins – Tvář vody (2. místo)
- Armie Hammer – Dej mi své jméno
- Michael Stuhlbarg – Dej mi své jméno
- Patrick Stewart – Logan: Wolverine

### Nejlepší herečka ve vedlejší roli
Laurie Metcalf – Lady Bird
- Allison Janney – Já, Tonya (2. místo)
- Holly Hunter – Pěkně blbě
- Tiffany Haddish – Girls Trip
- Mary J. Blige – Mudbound

### Nejlepší dokument
Visages, villages
- Jane (2. místo)
- Dawson City: Frozen Time
- Ex Libris: knihovny New Yorku
- The Work

### Nejlepší cizojazyčný film
120 BPM
- Čtverec (2. místo)
- First They Killed My Father
- Nocturama
- Thelma
- Raw

### Nejlepší animovaný film
Coco
- Živitel (2. místo)
- LEGO Batman film
- S láskou Vincent
- Kono sekai no katasumi ni

### Nejlepší kamera
Roger Deakins – Blade Runner 2049 
- Dan Laustsen – Tvář vody (2. místo)
- Hoyte van Hoytema – Dunkerk
- Rachel Morrison – Mudbound
- Darius Khondji – Ztracené město Z

### Nejlepší střih
Lee Smith – Dunkerk
- Jonathan Amos a Paul Machliss – Baby Driver (2. místo)
- Sidney Wolinsky – Tvář vody
- Ben Safdie a Ronald Bronstein – Dobrý časy
- Tatiana S. Riegel – Já, Tonya

### Nejlepší obsazení
Tři billboardy kousek za Ebbingem
- Uteč
- Lady Bird
- Mudbound
- Akta Pentagon: Skrytá válka
- Tvář vody

### Objev roku
Timothée Chalamet – Dej mi své jméno
- Daniel Kaluuya – Uteč (2. místo)
- Brooklynn Prince – The Florida Project
- Dafne Keen – Logan: Wolverine
- Tiffany Haddish – Girls Trip